# Elezioni comunali in Abruzzo del 1999
Le elezioni comunali in Abruzzo del 1999 si sono svolte il 13 giugno (con ballottaggio il 27 giugno).

## Riepilogo sindaci eletti
Coalizione di centro-destra
     Coalizione di centro-sinistra
| Provincia | Comune       | Popolazione legale (censimento 1991) | Sindaco uscente | Sindaco uscente         | Sindaco eletto | Sindaco eletto          | Primo turno | Primo turno | Secondo turno | Secondo turno | Seggi   |
| Provincia | Comune       | Popolazione legale (censimento 1991) | Sindaco uscente | Sindaco uscente         | Sindaco eletto | Sindaco eletto          | Voti        | %           | Voti          | %             | Seggi   |
| --------- | ------------ | ------------------------------------ | --------------- | ----------------------- | -------------- | ----------------------- | ----------- | ----------- | ------------- | ------------- | ------- |
| Pescara   | Montesilvano | 35.153                               |                 | Renzo Gallerati (PPI)   |                | Renzo Gallerati (PPI)   | 13.279      | 54,91       | —             | —             | 18 / 30 |
| Teramo    | Giulianova   | 21.865                               |                 | Giancarlo Cameli (FI)   |                | Giancarlo Cameli (FI)   | 8.081       | 55,69       | —             | —             | 12 / 20 |
| Teramo    | Teramo       | 51.756                               |                 | Angelo Sperandio (Ind.) |                | Angelo Sperandio (Ind.) | 19.387      | 53,73       | —             | —             | 24 / 40 |

## Provincia di Pescara

### Montesilvano
| Candidati                            | Candidati                      | Voti                        | %     | Liste                     | Voti   | %     | Seggi |
| ------------------------------------ | ------------------------------ | --------------------------- | ----- | ------------------------- | ------ | ----- | ----- |
|                                      | Renzo Gallerati Eletto sindaco | 13.279                      | 54,91 | Partito Popolare Italiano | 5.732  | 24,92 | 10    |
| Democratici di Sinistra              | Renzo Gallerati Eletto sindaco | 13.279                      | 54,91 | 3.188                     | 13,86  | 5     |       |
| I Democratici                        | Renzo Gallerati Eletto sindaco | 13.279                      | 54,91 | 1.523                     | 6,62   | 2     |       |
| Socialisti Democratici Italiani      | Renzo Gallerati Eletto sindaco | 13.279                      | 54,91 | 1.091                     | 4,71   | 1     |       |
| Partito della Rifondazione Comunista | Renzo Gallerati Eletto sindaco | 13.279                      | 54,91 | 523                       | 2,27   | -     |       |
| Comunisti Italiani                   | Renzo Gallerati Eletto sindaco | 13.279                      | 54,91 | 469                       | 2,04   | -     |       |
|                                      | Paolo Di Blasio                | 10.304                      | 42,60 | Forza Italia              | 4.627  | 20,12 | 5     |
| Alleanza Nazionale                   | Paolo Di Blasio                | 10.304                      | 42,60 | 1.800                     | 7,83   | 2     |       |
| Centro Cristiano Democratico         | Paolo Di Blasio                | 10.304                      | 42,60 | 1.633                     | 7,10   | 2     |       |
| Democrazia Cristiana                 | Paolo Di Blasio                | 10.304                      | 42,60 | 841                       | 3,66   | 1     |       |
| Cattolici Democratici                | Paolo Di Blasio                | 10.304                      | 42,60 | 826                       | 3,59   | 1     |       |
| Movimento Sociale Fiamma Tricolore   | Paolo Di Blasio                | 10.304                      | 42,60 | 237                       | 1,03   | -     |       |
| Seggio al candidato sindaco          | Seggio al candidato sindaco    | Seggio al candidato sindaco | 42,60 | 1                         |        |       |       |
|                                      | Benito Olivieri                | 396                         | 1,64  | Federazione dei Verdi     | 353    | 1,53  | -     |
|                                      | Valeriano Oronzo               | 206                         | 0,85  | Fronte Nazionale          | 154    | 0,67  | -     |
| Totale                               | Totale                         | 24.185                      | 100   |                           | 22.997 | 100   | 30    |

## Provincia di Teramo

### Giulianova
| Candidati                       | Candidati                       | Voti                        | %     | Liste                                           | Voti   | %     | Seggi |
| ------------------------------- | ------------------------------- | --------------------------- | ----- | ----------------------------------------------- | ------ | ----- | ----- |
|                                 | Giancarlo Cameli Eletto sindaco | 8.081                       | 55,69 | Lista civica                                    | 2.189  | 16,62 | 4     |
| Alleanza Nazionale              | Giancarlo Cameli Eletto sindaco | 8.081                       | 55,69 | 1.955                                           | 14,84  | 4     |       |
| Forza Italia                    | Giancarlo Cameli Eletto sindaco | 8.081                       | 55,69 | 1.955                                           | 14,84  | 3     |       |
| Centro Cristiano Democratico    | Giancarlo Cameli Eletto sindaco | 8.081                       | 55,69 | 972                                             | 7,38   | 1     |       |
|                                 | Franco Gerardini                | 5.516                       | 38,01 | Democratici di Sinistra                         | 2.892  | 21,95 | 5     |
| Rifondazione Comunista          | Franco Gerardini                | 5.516                       | 38,01 | 671                                             | 5,09   | 1     |       |
| Partito dei Comunisti Italiani  | Franco Gerardini                | 5.516                       | 38,01 | 445                                             | 3,38   | -     |       |
| I Democratici                   | Franco Gerardini                | 5.516                       | 38,01 | 427                                             | 3,24   | -     |       |
| Socialisti Democratici Italiani | Franco Gerardini                | 5.516                       | 38,01 | 420                                             | 3,19   | -     |       |
| Federazione dei Verdi           | Franco Gerardini                | 5.516                       | 38,01 | 270                                             | 2,05   | -     |       |
| Seggio al candidato sindaco     | Seggio al candidato sindaco     | Seggio al candidato sindaco | 38,01 | 1                                               |        |       |       |
|                                 | Antonio Ragionieri              | 625                         | 4,31  | Partito Popolare Italiano-Rinnovamento Italiano | 743    | 5,64  | -     |
| Seggio al candidato sindaco     | Seggio al candidato sindaco     | Seggio al candidato sindaco | 4,31  | 1                                               |        |       |       |
|                                 | Paolo Di Cristofaro             | 289                         | 1,99  | Fronte Nazionale                                | 235    | 1,78  | -     |
| Totale                          | Totale                          | 14.511                      | 100   |                                                 | 13.174 | 100   | 20    |

### Teramo
| Candidati                          | Candidati                       | Voti                        | %     | Liste                                | Voti   | %     | Seggi |
| ---------------------------------- | ------------------------------- | --------------------------- | ----- | ------------------------------------ | ------ | ----- | ----- |
|                                    | Angelo Sperandio Eletto sindaco | 19.387                      | 53,73 | Partito Popolare Italiano            | 6.891  | 19,97 | 10    |
| Democratici di Sinistra            | Angelo Sperandio Eletto sindaco | 19.387                      | 53,73 | 5.607                                | 16,25  | 8     |       |
| I Democratici                      | Angelo Sperandio Eletto sindaco | 19.387                      | 53,73 | 2.553                                | 7,40   | 3     |       |
| Per Teramo                         | Angelo Sperandio Eletto sindaco | 19.387                      | 53,73 | 2.164                                | 6,27   | 3     |       |
| Socialisti Democratici Italiani    | Angelo Sperandio Eletto sindaco | 19.387                      | 53,73 | 508                                  | 1,47   | -     |       |
| Partito dei Comunisti Italiani     | Angelo Sperandio Eletto sindaco | 19.387                      | 53,73 | 481                                  | 1,39   | -     |       |
|                                    | Giovanni Chiodi                 | 14.785                      | 40,97 | Forza Italia                         | 4.962  | 14,38 | 5     |
| Centro Cristiano Democratico       | Giovanni Chiodi                 | 14.785                      | 40,97 | 2.936                                | 8,51   | 3     |       |
| Alleanza Nazionale                 | Giovanni Chiodi                 | 14.785                      | 40,97 | 2.816                                | 8,16   | 3     |       |
| Orizzonti Nuovi                    | Giovanni Chiodi                 | 14.785                      | 40,97 | 2.604                                | 7,55   | 3     |       |
| Democrazia Cristiana               | Giovanni Chiodi                 | 14.785                      | 40,97 | 924                                  | 2,68   | 1     |       |
| Movimento Sociale Fiamma Tricolore | Giovanni Chiodi                 | 14.785                      | 40,97 | 171                                  | 0,50   | -     |       |
| Seggio al candidato sindaco        | Seggio al candidato sindaco     | Seggio al candidato sindaco | 40,97 | 1                                    |        |       |       |
|                                    | Umberto Masci                   | 862                         | 2,39  | Lista Interamnia                     | 838    | 2,43  | -     |
|                                    | Antonio Giuseppe Iacovoni       | 729                         | 2,02  | Partito della Rifondazione Comunista | 774    | 2,24  | -     |
|                                    | Filippo Buongrazio              | 322                         | 0,89  | Lista Ecologica                      | 283    | 0,82  | -     |
| Totale                             | Totale                          | 36.085                      | 100   |                                      | 34.512 | 100   | 40    |